# Гамильтон Академикал
«Га́мильтон Акаде́микал» (англ. Hamilton Academical F.C.) — футбольный клуб из города Гамильтон, выступающий в Шотландской Лиге 1. Является трёхкратным обладателем Шотландского кубка вызова и двукратным финалистом Кубка Шотландии. Домашние матчи проводит на стадионе «Бродвуд» в городе Камбернолд.

## Достижения

### Национальные
- Победители Первого дивизиона
  - Чемпион (3): 1985/86, 1987/88, 2007/08
  - Вице-чемпион: 2013/14

- Второй дивизион Шотландии:
  - Чемпион: 1903/04
  - Вице-чемпион (4): 1952/53, 1964/65, 1996/97, 2003/04

- Третий дивизион Шотландии:
  - Чемпион: 2000/01

- Кубок Шотландии
  - Финалист (2): 1910/11, 1934/35

- Шотландский кубок вызова
  - Победитель (3): 1991/92, 1992/93, 2022/23
  - Финалист (2): 2005/06, 2011/12

## Форма

### Домашняя
| 2018/19 | 2019/20 | 2020/21 | 2021/22 | 2022/23 | 2023/24 | 2024/25 |

### Гостевая
| 2018/19 | 2019/20 | 2020/21 | 2021/22 | 2022/23 | 2023/24 | 2024/25 |

### Резервная
| 2018/19 |

Источники:,